# Raión de Bilohirsk
Raión de Bilohirsk o  Belogorsk (en ucraniano: Білогірський район, en ruso: Белогорский район) es un raión o distrito de la República Autónoma de Crimea de Ucrania o República de Crimea, perteneciente a Rusia. Es una de las 25 regiones de esta República.
La región cubre una parte de la cadena principal de los montes de Crimea, además cuenta con una gran cantidad de colinas y llanuras de al pie de las montañas.

## Demografía
Según estimación 2010 contaba con una población total de 66458 habitantes.

## Otros datos
El código KOATUU fue 120700000. El código postal 97600 o 297600, el prefijo telefónico +380 6559 o +7 36559.